# Kamenné Zboží
Kamenné Zboží là một làng thuộc huyện Nymburk, vùng Středočeský, Cộng hòa Séc.